# Albert Arizza

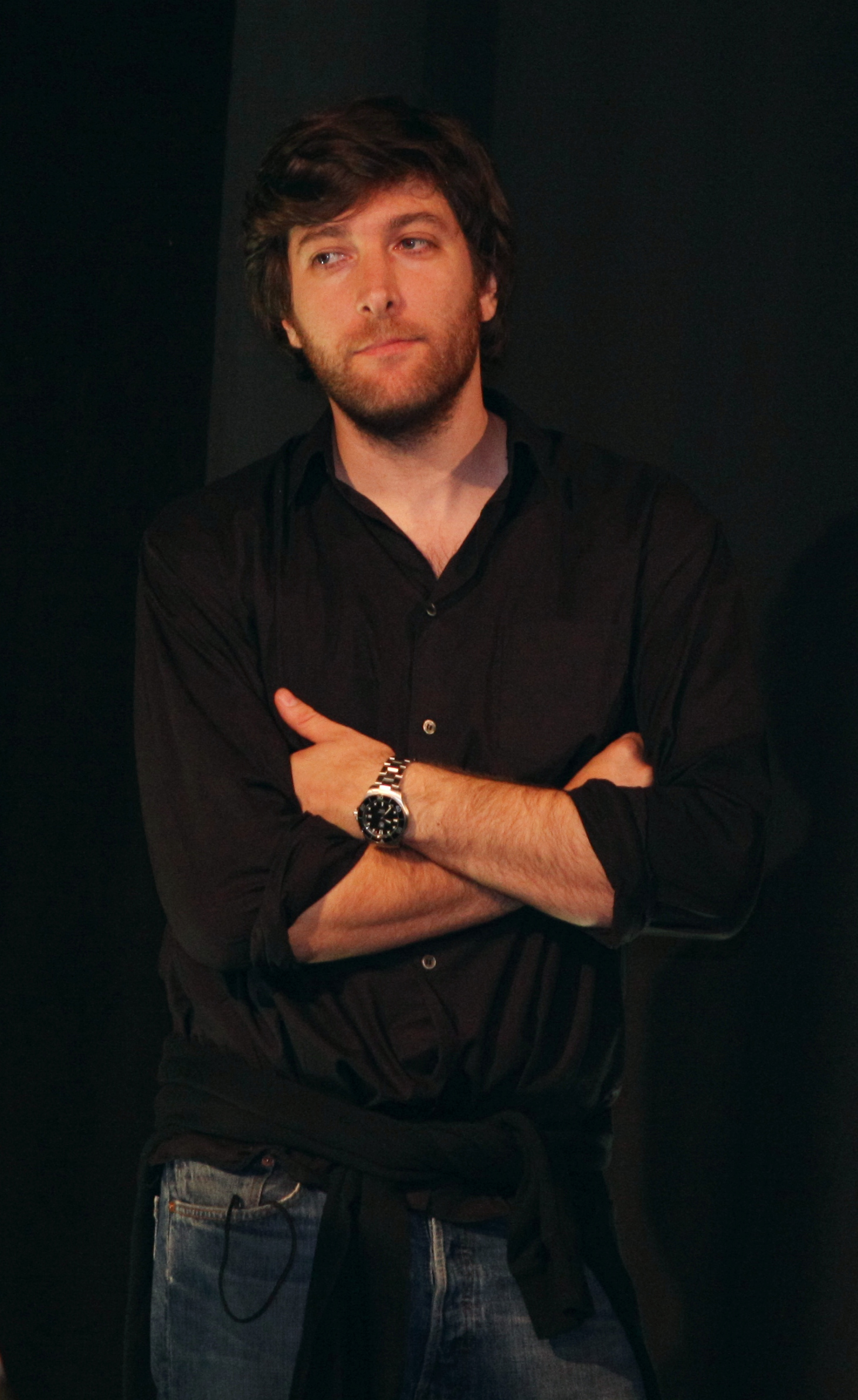
Albert Arizza.

Albert Arizza es un director de cine y guionista español, nacido en Madrid en 1978. Estudió dirección cinematográfica en Madrid e historia del cine en París, donde empieza a filmar sus primeros cortometrajes. Comienza a deslumbrar con el corto Energy Hunter, una sencilla metafóra retrofuturista, es nominado al mejor corto de ciencia ficción Europeo. Funda la productora de cine y publicidad Cinema Resistance junto a Mónika Goyanes.
Ramírez es su primer largometraje en el que se ocupa del Guion, Dirección cinematográfica, Director de fotografía, montaje y producción. Es premiado con el premio New Visions -Festival de Sitges- y Biznaga de plata al mejor director -Festival de Málaga de Cine Español- Nominado al Independent Camera Award de Festival Internacional de Cine de Karlovy Vary y al Golden Zenit en el Festival Internacional de Cine de Montreal. 
En 2022, ha filmado tres cortometrajes. Anamnesis , Aislados  y Poseidón y los fractales del mar . Actualmente se encuentra preparando su segunda película Volare . Actualmente se encuentra preparando su segunda película.

## Trabajos
- Anamnesis. •Director, Guionista, Música y Editor.
- Aislados. •Director, Guionista, Música y Editor.
- Poseidón y los fractales del mar. •Director, Guionista, Música y Editor.
- Running Free •Cortometraje. Animación. Productor, Director
- Ramírez •Largometraje. 95min. •Director, Guionista, D. Foto y Editor.
- Jellyfish Invasion •Director y montador. 1 million clicks.
- Energy Hunter •Cortometraje. 7 min. 35mm. •Director y guionista.
- The Ecoroad •Videoarte. •Director, guionista y montador.
- Secretos y leyendas •Serie documental de TV. • Productor.
- Room 18 •Cortometraje. •Director, guionista y montador.
- Pandora •Cortometraje. •Director, guionista y montador.

## Premios y Festivales
- Su film Ramírez fue premiado New Visions - Discovery. SITGES; Biznaga de Plata- mejor Director - Festival Málaga 09 - Sección Oficial - KARLOVY VARY 09 (enlace roto disponible en Internet Archive; véase el historial, la primera versión y la última).; WORLD FILM FESTIVAL MONTREAL 09; RIFF; SAO PAULO (enlace roto disponible en Internet Archive; véase el historial, la primera versión y la última).; ATENAS Film Fest; PIFAN; Festival of New Spanish Cinema; Seattle International Film Festival; NORTHWEST FILM CENTER, Portland; FACETS CINEMATHEQUE, Chicago; FESTIVAL DE CINE INTERNACIONAL DE SAN JUAN, Puerto Rico; AUDITORIUM, LIBRARY AND ARCHIVES CANADA, Ottawa; RICE CINEMA, Houston; MADRIDIMAGEN; ABYCINE; ZARAGOZA FILM FESTIVAL; CINESPAÑA Francia; PARIS instituto Cervantes; CINEMAD 09; 14° Bienal de Cine Español de Annecy

- Por Energy Hunter: Platinium Remi Award Best Sci-Fi, World Fest Houston (USA); Prix Ars Electronica Visual FX and Commercials de Austria, International Festival of Cinema & Technology award for best Sci-Fi film (USA), Mejor cortometraje Aguilar del Campoo. Festivales Sección Oficial: Ars Electrónica (Austria), Fantasía Film Festival (Canadá), Festival Fantástico de Sitges, Espoo (Finlandia), Utopiales (Francia), Science Plus Fiction (Italia), Pifan (Korea), World Fest Houston (USA), Comic-Com (USA), FAJR (Irán), Festival de Gijón – Enfant Terrible. Emirates film competition, Genova fest. International Festival of Cinema & Technology, Jóvenes Realizadores de Granada, Cambrils, San Roque, Neff- Vitoria, Aguilar del Campoo, Medina del Campo, Velilla (Madrid), Santiago de Compostela, EVA Ibiza, Pamplona, Festival Internacional de Cortometrajes La Boca del Lobo (Madrid).

- Datos: Q5662579